# Saint-Yvoine
Saint-Yvoine ist eine französische Gemeinde mit 555 Einwohnern (Stand: 1. Januar 2022) im Département Puy-de-Dôme in der Region Auvergne-Rhône-Alpes (vor 2016 Auvergne). Sie gehört zum Arrondissement Issoire und zum Kanton Issoire. 

## Geographie
Saint-Yvoine liegt etwa 25 Kilometer südsüdöstlich von Clermont-Ferrand. Der Allier begrenzt die Gemeinde im Osten. Umgeben wird Saint-Yvoine von den Nachbargemeinden Sauvagnat-Sainte-Marthe im Norden und Nordwesten, Yronde-et-Buron im Nordosten, Orbeil im Osten und Südosten, Issoire im Süden, Pardines im Südwesten sowie Chadeleuf im Westen und Nordwesten.

## Weblinks

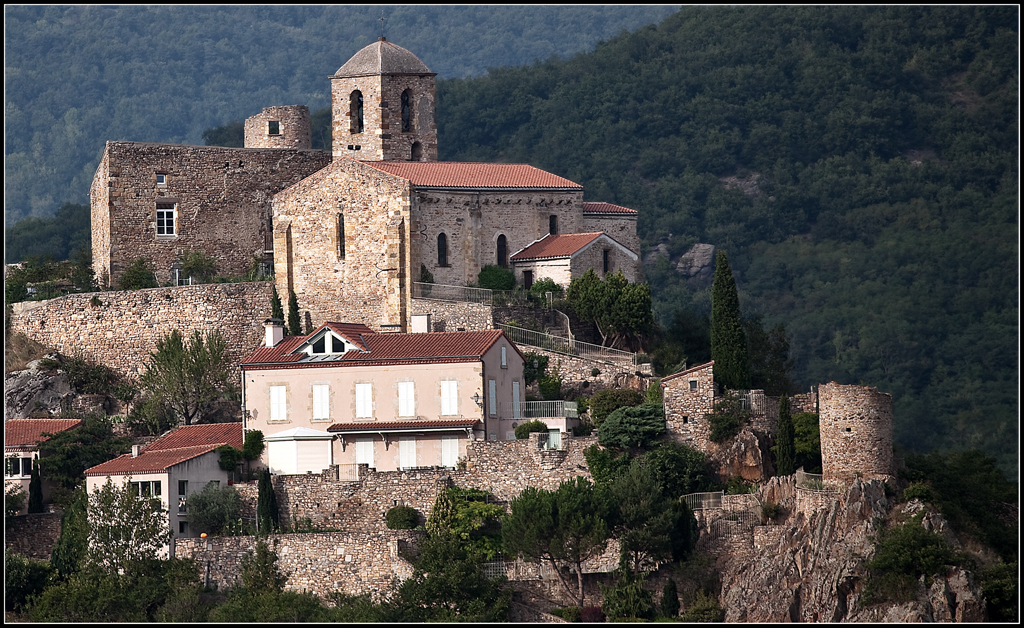
Kapelle Saint-Yvoine

## Bevölkerungsentwicklung
| Jahr                       | 1962 | 1968 | 1975 | 1982 | 1990 | 1999 | 2006 | 2013 |
| Einwohner                  | 412  | 397  | 355  | 363  | 364  | 372  | 445  | 560  |
| Quellen: Cassini und INSEE |      |      |      |      |      |      |      |      |

## Sehenswürdigkeiten
- Kirche Sainte-Radegonde
- Kapelle Saint-Yvoine